# Bathysquillidae
Bathysquillidae es una familia de estomatópodos.

## Géneros
- Altosquilla Bruce, 1985
- Bathysquilla Manning, 1963